# Luis Fernando Saritama
Luis Fernando Saritama Padilla (* 20. Oktober 1983 in Quito) ist ein ecuadorianischer ehemaliger Fußballspieler. Er spielte als Linksaußen, konnte aber auch die Spielmacherrolle übernehmen.
Mit 16 Jahren kam Saritama zu Deportivo Quito und hatte 2001 seinen ersten Erstligaeinsatz. Innerhalb kürzester Zeit entwickelte sich der Jungstar zum Stammspieler im Mittelfeld und wurde sogar Kapitän des Hauptstadtteams. 2004 wechselte er in der zweiten Jahreshälfte zwischenzeitlich nach Peru und kam zu 14 Einsätzen bei Alianza Lima, die in dem Jahr die peruanische Landesmeisterschaft holten. Anschließend kehrte er zu Deportivo Quito zurück. Nach der Weltmeisterschaft 2006 wechselte er zu den UANL Tigres nach Mexiko. Von Januar bis Juni 2007 spielte er für den Club América; bis Dezember 2007 war er anschließend für Alianza Lima in Peru aktiv. Seit Januar 2008 spielte er wieder in Ecuador für Deportivo Quito. Dort konnte er mit seiner Mannschaft in den Jahren 2008, 2009 und 2011 die ecuadorianische Meisterschaft gewinnen. Anfang 2013 verließ er den Klub zum Lokalrivalen LDU Quito. Ein Jahr später heuerte er bei Barcelona SC an, ehe er sich Anfang 2015 wieder Deportivo Quito anschloss. Am Saisonende musste er mit Deportivo absteigen. Er verließ den Klub und wechselte zu Deportivo Cuenca, mit dem er weitere zwei Jahre in der höchsten ecuadorianischen Liga spielen konnte. Anfang 2018 kehrte er abermals zu Deportivo Quito zurück, das mittlerweile nur noch in der vierten Liga spielte. Seit Anfang 2019 steht er bei Independiente Juniors Latacunga in der ecuadorianischen Serie B unter Vertrag.
Für sein Land war Luis Saritama schon in sämtlichen Jugendauswahlen im Einsatz und wurde am 11. Juni 2003 erstmals in der A-Nationalmannschaft aufgestellt. Seitdem war er des Öfteren als Ersatzspieler im Nationaltrikot aufgestellt, auch in der Qualifikation zur Fußball-Weltmeisterschaft 2006 in Deutschland, wo er nur im bedeutungslosen letzten Spiel spielen durfte. Die Rolle des Ersatzmanns spielte er auch im WM-Aufgebot Ecuadors. Er kam auch in den folgenden Jahren nur unregelmäßig zum Einsatz. Lediglich im Jahr 2011 war er mit elf Einsätzen Stammspieler. Am 4. Juni 2014 bestritt er sein letztes Länderspiel.

## Titel / Erfolge
- Peruanischer Meister: 2004 (Alianza Lima)
- Ecuadorianischer Meister: 2008, 2009, 2011 (Deportivo Quito)